# Pyrophractis isotherma
Pyrophractis isotherma är en fjärilsart som beskrevs av Edward Meyrick 1930. Pyrophractis isotherma ingår i släktet Pyrophractis och familjen praktmalar, Oecophoridae. Inga underarter finns listade i Catalogue of Life.